# منطقه کئون تونگ
منطقه کئون تونگ (به لاتین: Kwun Tong District) یکی از مناطق هجده‌گانه هنگ کنگ در چین است. منطقه کئون تونگ ۱۱٫۰۵ کیلومتر مربع مساحت و ۶۴۸٬۵۴۱ نفر جمعیت دارد.